# Simone Biasci
Simone Biasci es un ciclista italiano nacido en Pontedera, el 6 de abril de 1970. Fue ciclista profesional desde 1992 a 1997.

## Palmarés
| 1990 (como amateur) - Gran Premio Industria y Commercio Artigianato Carnaghese 1991 (como amateur) - 1 etapa de la Carrera de la Paz 1994 - 1 etapa de la Vuelta a España - 2 etapas de la Volta a Cataluña 1996 - 1 etapa de la Bicicleta Vasca - 1 etapa de la Vuelta a Asturias 1997 - 1 etapa de la Vuelta a México | 2003 (como amateur) - 1 etapa de la Vuelta a Cuba 2004 (como amateur) - 1 etapa de la Vuelta a Túnez 2005 (como amateur) - 1 etapa de la Vuelta a Cuba 2006 (como amateur) - 1 etapa de la Vuelta a Cuba |

## Resultados en las grandes vueltas
| Carrera         | 1992 | 1993 | 1994 | 1995 | 1996  | 1997 |
| --------------- | ---- | ---- | ---- | ---- | ----- | ---- |
| Giro de Italia  | -    | -    | -    | -    | -     | Ab.  |
| Tour de Francia | -    | -    | -    | -    | 126.º | -    |
| Vuelta a España | -    | -    | Ab.  | -    | -     | -    |
| Mundial en Ruta | -    | -    | -    | -    | -     | -    |

-: no participa

Ab.: abandono